# Impasse Chartière
L'impasse Chartière est une voie située dans le quartier de la Sorbonne du 5e arrondissement de Paris.

## Situation et accès
Située dans le prolongement continu de la rue Jean-de-Beauvais, elle débute au no 11 rue de Lanneau et se termine en impasse.
L'impasse Chartière est desservie à proximité par la ligne 10 à la station Maubert-Mutualité.

## Origine du nom
On suppose que le nom véritable devait être « rue de la Charreterie », car il y avait beaucoup de charretiers dans cette rue.
Toutefois, il est possible qu'elle doit son nom à Emmeline la Charretière, une propriétaire immobilière qui avait donné en 1254 deux bâtiments de la rue au collège des Bons-Enfants d'Arras, qui faisait partie de l'université de Paris.

## Historique
Cette voie date du milieu du XIIe siècle.
Elle est citée dans Le Dit des rues de Paris, de Guillot de Paris, sous la forme « rue de la Chaveterie ».
Elle devient par la suite « rue Charretière », « rue Chareterie » (1300) ou « rue Charrière » (1328) selon les actes et les plans, mais aussi « rue des Charrières » et « rue des Charrettes » (1421).
La rue hébergeait le collège de Marmoutiers créé en 1328 et le collège de Coqueret dans lequel Joachim du Bellay et Pierre de Ronsard firent une partie de leurs études au XVIe siècle.
Elle est citée sous le nom de « rue Charetiere » dans un manuscrit de 1636.
La voie n'était pas une impasse à l'origine. Elle commençait rue Saint-Hilaire et finissait rue de Reims (disparue dans les années 1880 lors de la rénovation et l'agrandissement du collège Sainte-Barbe), et était située dans l'ancien 12e arrondissement de Paris.
Les numéros de la rue étaient noirs. Le dernier numéro impair était le no 11 et le dernier numéro pair était le no 14.

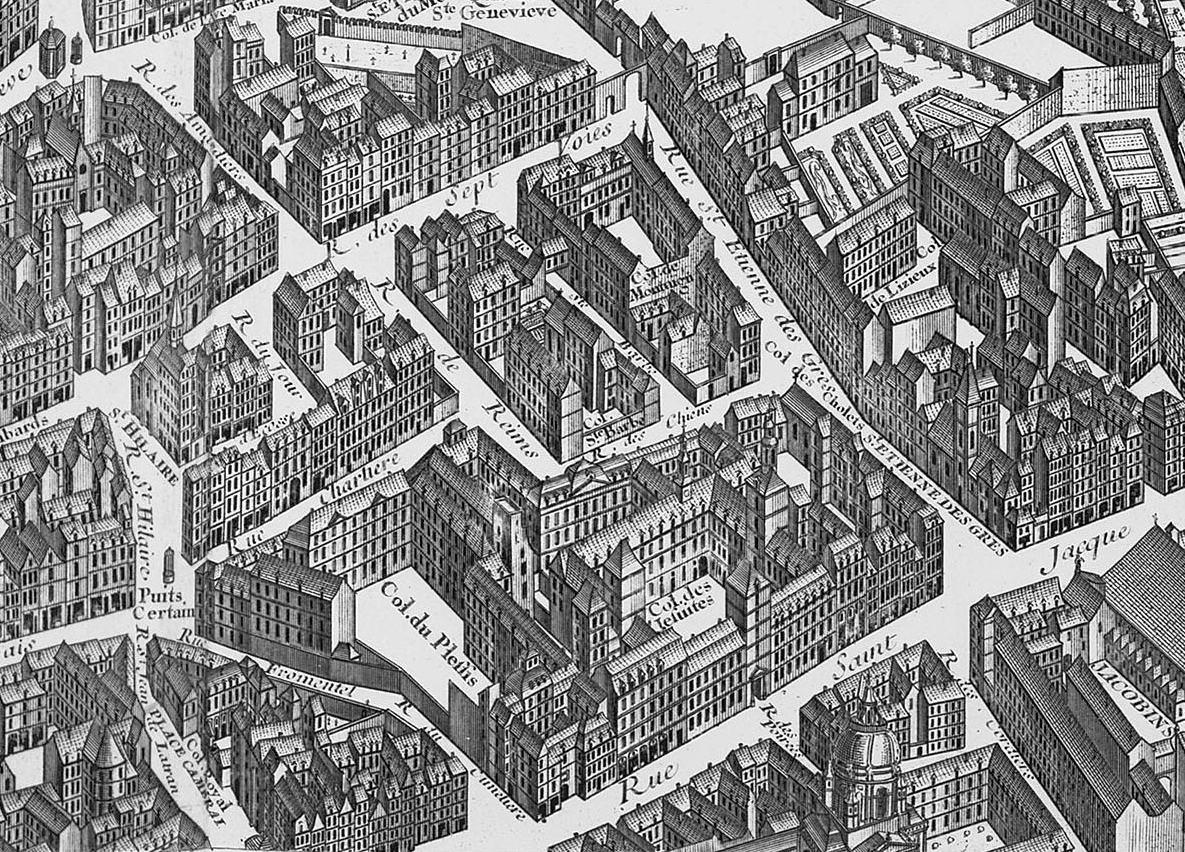
La rue Chartière sur le plan de Turgot.
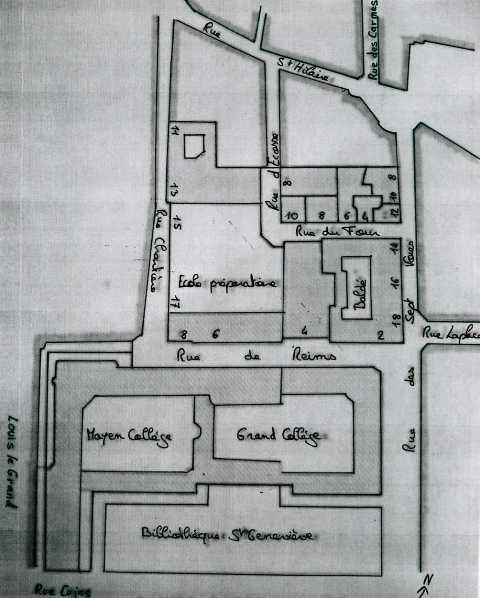
Plan du quartier en 1879 avec la rue Chartière.
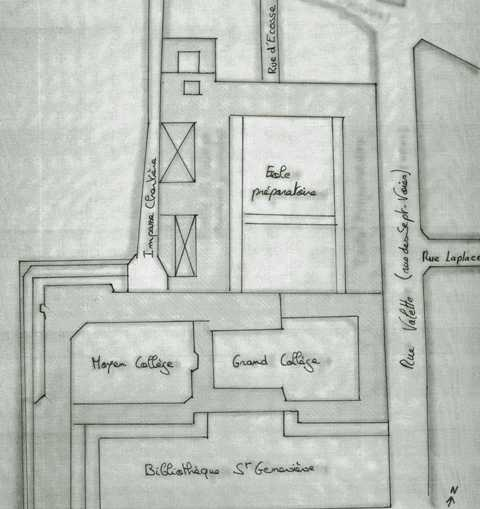
Plan du quartier en 1884 avec l'impasse Chartière.

## Bâtiments remarquables et lieux de mémoire
- Le côté du Collège de France.
- Le derrière de la bibliothèque Sainte-Barbe (ancien collège Sainte-Barbe).
- L'ancien collège de Coqueret au no 13 ; une plaque rappelle ce bâtiment.

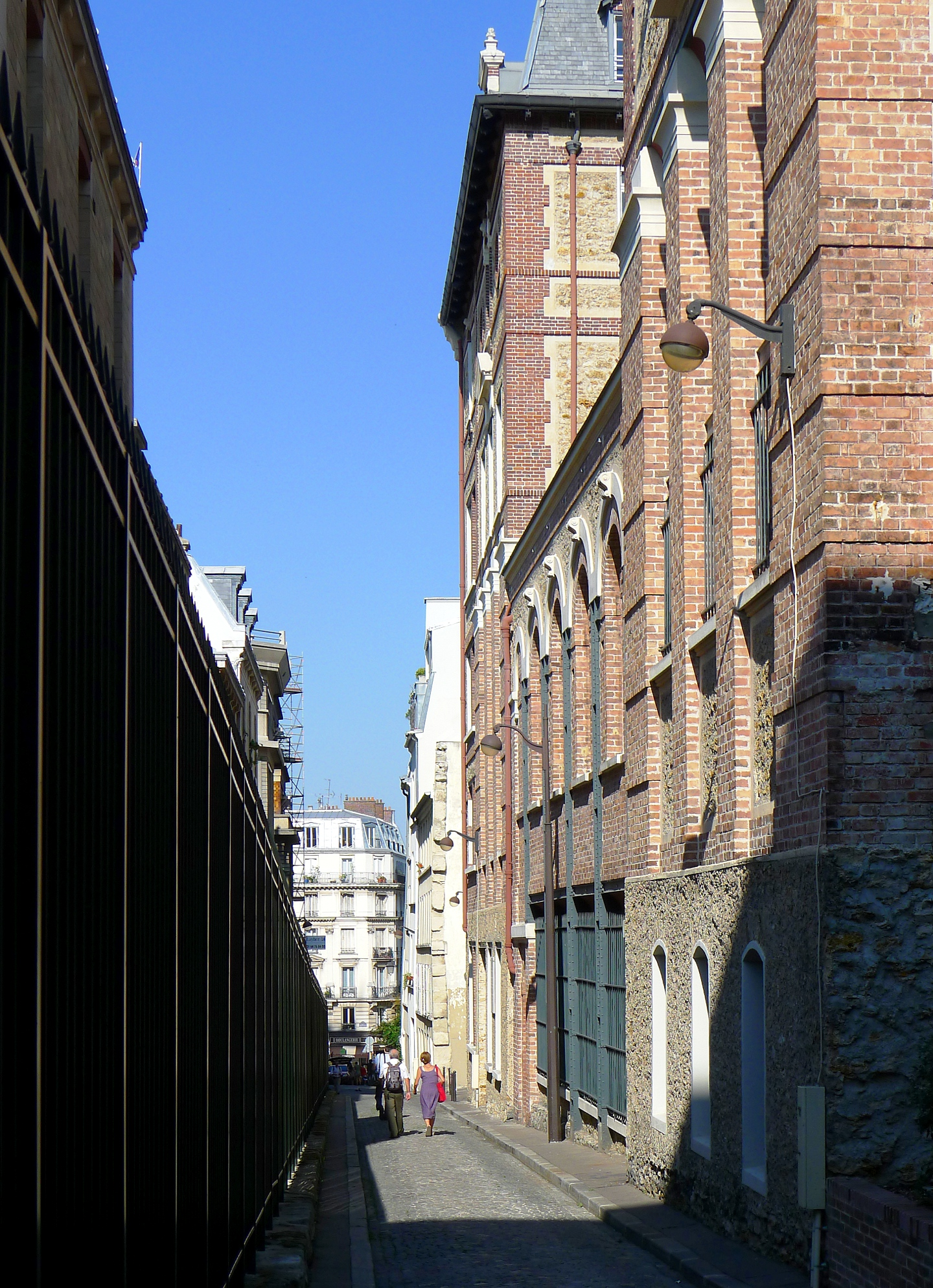
Emplacement de l'ancien collège de Coqueret.
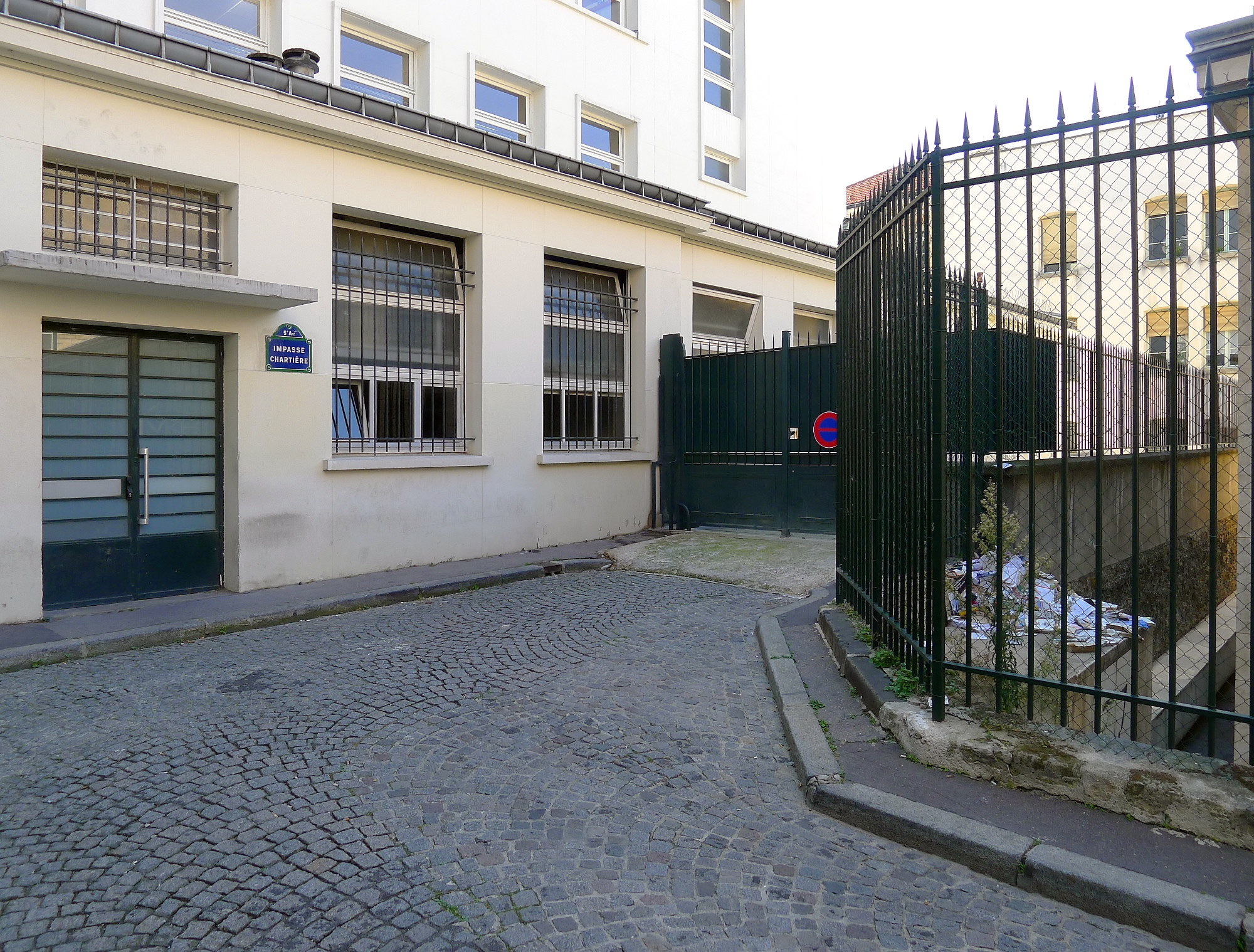
La fin de l'impasse jouxte les bâtiments du collège Sainte-Barbe et du lycée Louis-le-Grand.
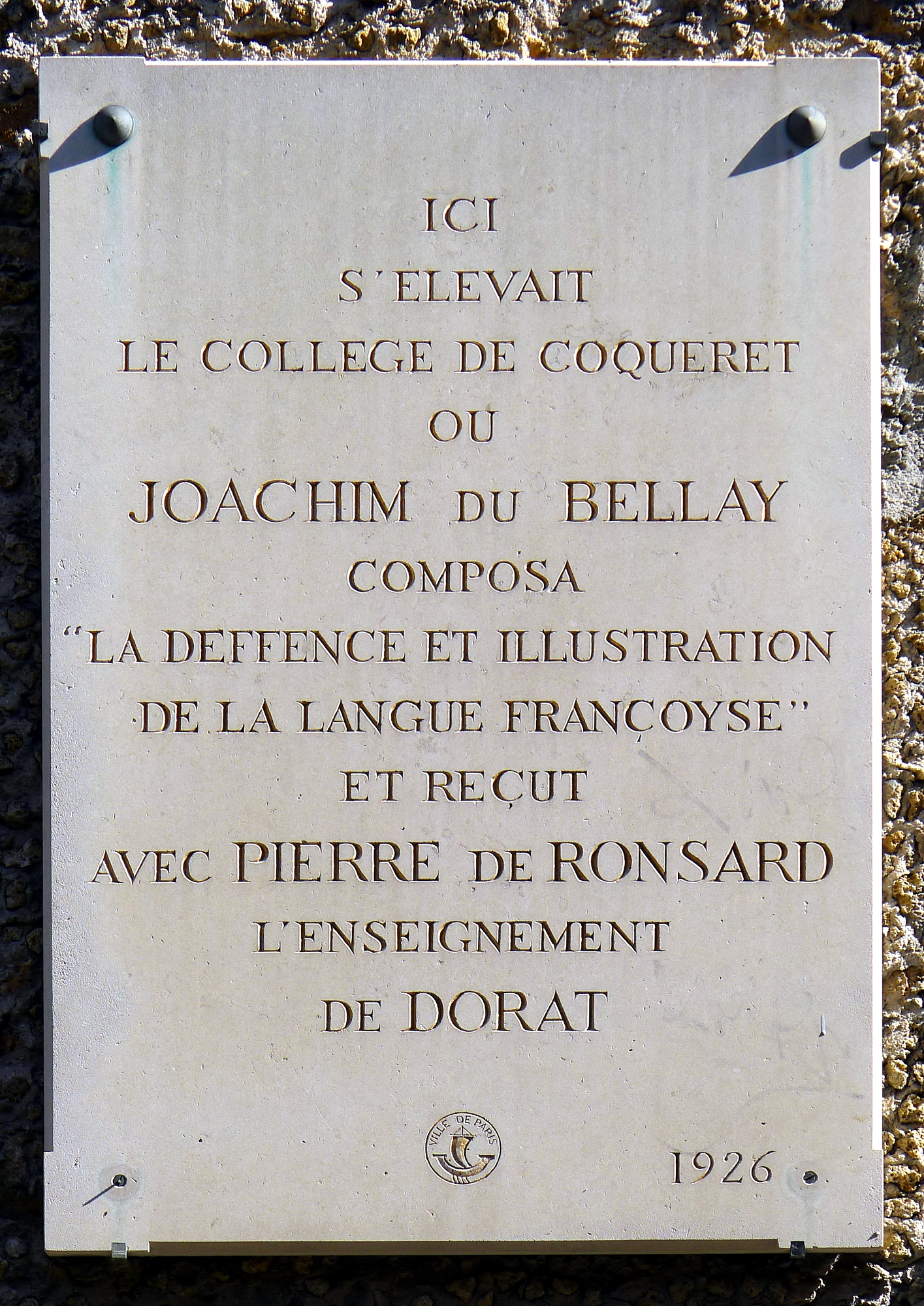
Plaque.